# Liste von Universitäten in Ruanda
Die Liste der Universitäten in Ruanda umfasst Universitäten in der Republik Ruanda.
- Catholic University of Rwanda in Butare
- Kigali Institute of Education
- Kigali Institute of Health
- Kigali Institute of Science and Technology
- Rwanda Institute for Conservation Agriculture (RICA) in Mwendo, Distrikt Bugesera
- National University of Rwanda (größte Universität, etwa 11.000 Studenten; Campus in Butare)
- Université Libre de Kigali
- University of Rwanda